# Тосни, Алиса, графиня Уорик
Алиса (Элис) де Тосни (англ. Alice de Tosny; около 1283 — между 7 ноября 1324 и 8 января 1325) — английская аристократка, дочь Рауля VII де Тосни, феодального барона Фламстеда. Была трижды замужем, по второму браку — графиня Уорик. После смерти бездетного брата Роберта де Тосни, барона Тони, унаследовала все владения рода Тосни.

## Происхождение
Алиса происходила из англонормандского рода Тосни. Один из её предков, Рауль II де Тосни, принимал участие в нормандском завоевании Англию получив в награду ряд владений, в том числе и поместье Фламстед в Хартфордшире, позже ставшее центром феодальной баронии Тосни. Поместья Тосни располагались в графствах Норфолк, Эссекс, Хартфордшир, Беркшир, Глостершир, Вустершир и Херефордшир. После конфискации в 1204 году Нормандии французским королём Филиппом II Августом Тосни утратили континентальные владения.
Отцом Алисы был Рауль VII де Тони (1255 — 1295), феодальный барон Фламстед с 1263/1264 года. Он был женат на Марии, происхождение которой неизвестно. В этом браке родилось двое детей: Роберт, ставший наследником отцовских владений и в 1299 году вызванный в английский парламент как барон Тони, и Алиса.

## Биография
Алиса родилась около 1283 года. Около 1300 года её выдали замуж за сэра Томаса Лейбёрна, наследника Уильяма Лейбёрна, 1-го барона Лейбёрна, однако тот умер в 1307 году. От этого брака родилась единственная дочь Джулиана Лейбёрн, унаследовавшая после смерти деда в 1310 году владения и титул деда.
Вдовой Алиса провела недолго и уже в 1310 году вышла замуж за Ги де Бошана, графа Уорика. К этому моменту она стала богатой наследницей, поскольку в 1309 году умер её единственный брат Роберт, после чего Алиса унаследовала все владения Тосни с центром в Фламстеде. Вором браке Алиса родила 2 сына и минимум 2 дочерей. Но в 1315 году она вновь овдовела после внезапной смерти Ги.
Не позже 1317 года Алиса вышла замуж в третий раз — за Уильяма Ла Зуша. В этом браке она родила сына Алана Ла Зуш, ставшего наследником отцовских владений, и дочь.
Алиса умерла между 7 ноября 1324 и 8 января 1325 года. Наследником её владений стал Томас де Бошан, 11-й граф Уорик, старший сын от второго брака.

## Брак и дети
1-й муж: сэр Томас Лейбёрн (умер до 30 мая 1307), барон Лейбёрн. Дети:
- Джулиана Лейбёрн «инфанта Кентская» (умерла 1 ноября 1367), 2-я баронесса Лейбёрн с 1310; 1-й муж: Джон Гастингс (30 сентября 1286/87 — 20 января 1325), 2-й барон Гастингс с 1313 года; 2-й муж: до 23 сентября 1325 Томас ле Блаунт (умер в 1328), 1-й барон Блаунт с 1326 года; 3-й муж: Уильям Клинтон (около 1304 — 31 октября 1354), барон Клинтон с 1330 года, граф Хантингдон с 1337 года[9][10].

2-й муж: с 1310 Ги де Бошан (около 1272 — 12 августа 1315), 10-й граф Уорик с 1298 года. Дети:
- Матильда (Мод) де Бошан (умерла 28 июля 1369); 1-й муж: Джеффри де Сей (около 1305 — 26 июня 1359), 2-й барон Сэй с 1322 года; 2-й муж: Эдмунд (умер до 30 октября 1369)[11].
- Элизабет де Бошан; муж: до 1337 Томас де Эстли (умер после 3 мая 1366), 3-й барон Эстли с около 1315 года[11].
- Томас де Бошан (14 февраля 1313 — 13 ноября 1369), 11-й граф Уорик с 1315 года, граф-маршал Англии с 1343/1344 года[11].
- Джон де Бошан (около 1315 — 2 декабря 1360), 1-й барон Бошан из Уорика с 1350 года[11].

3-й муж: до 1317 Уильям Ла Зуш (умер 28 февраля 1337), 1-й барон Зуш из Мортимера с 1323 года. Дети:
- Алан Ла Зуш (1317 — 12 ноября 1346), 2-й барон Зуш из Мортимера с 1337 года[12].
- Джойс Ла Зуш (умерла после 4 мая 1372); муж: Джон Ботетур (около 1318 — 4 апреля 1386), 2-й барон Ботетур с 1324 года[12].